# Musikjahr 1999
Liste der Musikjahre

◄◄ | ◄ | 1995 | 1996 | 1997 | 1998 | Musikjahr 1999 | 2000 | 2001 | 2002 | 2003 | ► | ►►

Weitere Ereignisse · Country-Musik
Dieser Artikel behandelt das Musikjahr 1999.

## Ereignisse

### Populäre Musik und Jazz
- 24. Februar: Sängerin und Rapperin Lauryn Hill schreibt bei den Grammy Awards Geschichte, indem sie als erste Künstlerin mit fünf Grammys ausgezeichnet wird.
- 09. April: Der US-amerikanische Singer-Songwriter Bruce Springsteen startet in Barcelona, gemeinsam mit seiner E Street Band, die Bruce Springsteen and the E Street Band Reunion Tour.
- 25. Juni: Michael Jackson tritt neben vielen anderen Künstlern wie Scorpions, Slash, Mariah Carey, Patricia Kaas und Status Quo im Rahmen des Benefiz-Konzerts Michael Jackson & Friends in Seoul auf.
- 27. Juni: Michael Jackson tritt neben vielen anderen Künstlern wie Peter Maffay, Andrea Bocelli, Vanessa-Mae und André Rieu im Rahmen des Benefiz-Konzerts Michael Jackson & Friends im Münchener Olympiastadion auf. Es ist der letzte Konzertauftritt Jacksons in Deutschland.
- 21. September: Hours, das 21. Studioalbum von David Bowie, ist das erste vollständige Album eines bekannten Musikacts, das legal über das Internet heruntergeladen werden kann und zwar zwei Wochen vor der physischen Veröffentlichung.[1]
- 14. Oktober: Der britische Singer-Songwriter Sting startet in Paradise seine Brand New Day Tour.
- 30. Dezember: Ein geistig verwirrter Eindringling verletzt George Harrison, den früheren Leadgitarristen der Beatles, in dessen Schloss mit einem Küchenmesser schwer.
- 31. Dezember: Mike Oldfield tritt zur Feier der Jahrtausendwende 1999/2000 an der Siegessäule in Berlin beim Art in Heaven Concert auf, wo er vor nahezu 600.000 Zuschauern neben Klassikern wie Tubular Bells und Moonlight Shadow auch Stücke seines Albums The Millennium Bell live aufführt.

### Klassische Musik und Musiktheater
- 06. April: Am Londoner Prince Edward Theatre wird das Jukebox-Musical Mamma Mia!, das sich aus bekannten Musikstücken der schwedischen Popgruppe ABBA zusammensetzt, offiziell uraufgeführt.
- 02. Mai. Die szenische Uraufführung der Oper Antikrist von Rued Langgaard (Musik und Libretto) findet im Tiroler Landestheater Innsbruck statt.
- 02. Oktober: Im Theater an der Wien in Wien findet die Uraufführung des Musicals Mozart! von Michael Kunze und Sylvester Levay, mit Uwe Kröger, Yngve Gasoy Romdal und Eva Maria Marold in den Hauptrollen statt. Regie führt Harry Kupfer.

## Film und Fernsehen
- Genghis Blues – US-amerikanischer Dokumentarfilm von Roko Belic
- The Art of Amália – Dokumentarfilm des portugiesischen Regisseurs Bruno de Almeida

## Musikcharts

### Deutschland
| Singles                                  | Position | Alben                                |
| ---------------------------------------- | -------- | ------------------------------------ |
|                                          |          |                                      |
| Mambo No. 5 (A Little Bit Of …) Lou Bega | 1        | Believe Cher                         |
| Blue (Da Ba Dee) Eiffel 65               | 2        | Nicht von dieser Welt Xavier Naidoo  |
| … Baby One More Time Britney Spears      | 3        | My Love Is Your Love Whitney Houston |
| Big Big World Emilia                     | 4        | Buena Vista Social Club (Soundtrack) |
| My Love Is Your Love Whitney Houston     | 5        | Millennium Backstreet Boys           |
| So bist du (und wenn du gehst …) Oli.P   | 6        | 4:99 Die Fantastischen Vier          |
| Genie in a Bottle Christina Aguilera     | 7        | Alone Modern Talking                 |
| Flat Beat Mr. Oizo                       | 8        | … Baby One More Time Britney Spears  |
| Sie sieht mich nicht Xavier Naidoo       | 9        | Americana The Offspring              |
| King of My Castle Wamdue Project         | 10       | Dedicated to… Sasha                  |

Die längsten Nummer-eins-Singles
Lieder, die die meiste Zeit während eines anderen Jahres auf Platz eins der Charts verbrachten, werden hier nicht aufgeführt.
1. Lou Bega – Mambo No. 5 (A Little Bit Of …) (11 Wochen)
2. Eiffel 65 – Blue (Da Ba Dee) (9 Wochen)
3. Stefan Raab & Truck Stop – Maschen-Draht-Zaun (8 Wochen)

Die längsten Nummer-eins-Alben
Alben, die die meiste Zeit während eines anderen Jahres auf Platz eins der Charts verbrachten, werden hier nicht aufgeführt.
1. Soundtrack – Buena Vista Social Club (9 Wochen)
2. Céline Dion – All the Way… A Decade of Song (6 Wochen)
3. Cher – Believe; Modern Talking – Alone; Backstreet Boys – Millennium; Bloodhound Gang – Hooray for Boobies (jeweils 4 Wochen)

Alle Nummer-eins-Hits und die Hits des Jahres

### Österreich
| Singles                                    | Position | Alben                                          |
| ------------------------------------------ | -------- | ---------------------------------------------- |
|                                            |          |                                                |
| Mambo No. 5 (A Little Bit Of …) Lou Bega   | 1        | Americana The Offspring                        |
| A klana Indiana                            | 2        | My Love Is Your Love Whitney Houston           |
| … Baby One More Time Britney Spears        | 3        | Believe Cher                                   |
| Blue (Da Ba Dee) Eiffel 65                 | 4        | … Baby One More Time Britney Spears            |
| Narcotic Liquido                           | 5        | The Final Curtain – The Ultimate Best Of Falco |
| My Love Is Your Love Whitney Houston       | 6        | The Best of 1980–1990 U2                       |
| Big Big World Emilia                       | 7        | Volare Albano Carrisi                          |
| Uiii, is des bled! A klana Indiana         | 8        | 4:99 Die Fantastischen Vier                    |
| Genie in a Bottle Christina Aguilera       | 9        | Millennium Backstreet Boys                     |
| Pretty Fly (for a White Guy) The Offspring | 10       | Dedicated to… Sasha                            |

Die längsten Nummer-eins-Singles
Lieder, die die meiste Zeit während eines anderen Jahres auf Platz 1 der Charts verbrachten, werden hier nicht aufgeführt.
1. Lou Bega – Mambo No. 5 (A Little Bit Of …) (9 Wochen)
2. Britney Spears – … Baby One More Time (8 Wochen)
3. Eiffel 65 – Blue (Da Ba Dee) (7 Wochen)

Die längsten Nummer-eins-Alben
Alben, die die meiste Zeit während eines anderen Jahres auf Platz eins der Charts verbrachten, werden hier nicht aufgeführt.
1. The Offspring – Americana; Albano Carrisi – Volare (jeweils 6 Wochen)
2. Céline Dion – All the Way… A Decade of Song; Whitney Houston – My Love Is Your Love; U2 – The Best of 1980–1990 (jeweils 5 Wochen)
3. Cher – Believe; Lou Bega – A Little Bit of Mambo (jeweils 4 Wochen)

Alle Nummer-eins-Hits und die Hits des Jahres

### Schweiz
| Singles                                         | Position | Alben                                |
| ----------------------------------------------- | -------- | ------------------------------------ |
|                                                 |          |                                      |
| Mambo No. 5 (A Little Bit Of …) Lou Bega        | 1        | Uf u dervo Gölä                      |
| Blue (Da Ba Dee) Eiffel 65                      | 2        | Wildi Ross Gölä                      |
| … Baby One More Time Britney Spears             | 3        | Open Gotthard                        |
| Big Big World Emilia                            | 4        | My Love Is Your Love Whitney Houston |
| My Love Is Your Love Whitney Houston            | 5        | Believe Cher                         |
| When You Believe Mariah Carey & Whitney Houston | 6        | … Baby One More Time Britney Spears  |
| I Want It That Way Backstreet Boys              | 7        | Millennium Backstreet Boys           |
| Believe Cher                                    | 8        | Ricky Martin                         |
| Wild Wild West Will Smith                       | 9        | Americana The Offspring              |
| Genie in a Bottle Christina Aguilera            | 10       | Come On Over Shania Twain            |

Die längsten Nummer-eins-Singles
Lieder, die die meiste Zeit während eines anderen Jahres auf Platz 1 der Charts verbrachten, werden hier nicht aufgeführt.
1. Eiffel 65 – Blue (Da Ba Dee) (11 Wochen)
2. Lou Bega – Mambo No. 5 (A Little Bit Of …) (10 Wochen)
3. Emilia – Big Big World; Britney Spears – … Baby One More Time (jeweils 9 Wochen)

Die längsten Nummer-eins-Alben
Alben, die die meiste Zeit während eines anderen Jahres auf Platz eins der Charts verbrachten, werden hier nicht aufgeführt.
1. Gölä – Wildi Ross (9 Wochen)
2. Gotthard – Open (6 Wochen)
3. Gölä – Uf u dervo (5 Wochen)

Alle Nummer-eins-Hits und die Hits des Jahres

### Vereinigtes Königreich
| Singles                                                | Position | Alben                                   |
| ------------------------------------------------------ | -------- | --------------------------------------- |
|                                                        |          |                                         |
| … Baby One More Time Britney Spears                    | 1        | Come On Over Shania Twain               |
| Blue (Da Ba Dee) Eiffel 65                             | 2        | By Request Boyzone                      |
| The Millennium Prayer Cliff Richard                    | 3        | The Man Who Travis                      |
| Mambo No. 5 (A Little Bit Of …) Lou Bega               | 4        | ABBA Gold – Greatest Hits ABBA          |
| 9 PM (Till I Come) ATB                                 | 5        | Performance and Cocktails Stereophonics |
| Livin’ La Vida Loca Ricky Martin                       | 6        | I’ve Been Expecting You Robbie Williams |
| That Don’t Impress Me Much Shania Twain                | 7        | Steptacular Steps                       |
| Sweet Like Chocolate Shanks & Bigfoot                  | 8        | Westlife                                |
| When the Going Gets Tough, the Tough Get Going Boyzone | 9        | Talk on Corners The Corrs               |
| Bring It All Back S Club 7                             | 10       | On How Life Is Macy Gray                |

Die längsten Nummer-eins-Singles
Lieder, die die meiste Zeit während eines anderen Jahres auf Platz 1 der Charts verbrachten, werden hier nicht aufgeführt.
1. Ricky Martin – Livin’ La Vida Loca; Eiffel 65 – Blue (Da Ba Dee); Cliff Richard – The Millennium Prayer (jeweils 3 Wochen)

Alle weiteren Lieder waren entweder eine oder zwei Wochen auf Platz 1 gelistet.
Die längsten Nummer-eins-Alben
Alben, die die meiste Zeit während eines anderen Jahres auf Platz 1 der Charts verbrachten, werden hier nicht aufgeführt.
1. Shania Twain – Come On Over (10 Wochen)
2. Boyzone – By Request (9 Wochen)
3. ABBA – ABBA Gold – Greatest Hits (5 Wochen)

Alle Nummer-eins-Hits und die Hits des Jahres

### Vereinigte Staaten
| Singles                                                          | Position | Alben                               |
| ---------------------------------------------------------------- | -------- | ----------------------------------- |
|                                                                  |          |                                     |
| Believe Cher                                                     | 1        | Millennium Backstreet Boys          |
| No Scrubs TLC                                                    | 2        | … Baby One More Time Britney Spears |
| Angel of Mine Monica                                             | 3        | Come On Over Shania Twain           |
| Heartbreak Hotel Whitney Houston feat. Faith Evans & Kelly Price | 4        | *NSYNC                              |
| … Baby One More Time Britney Spears                              | 5        | Ricky Martin                        |
| Kiss Me Sixpence None the Richer                                 | 6        | Double Live Garth Brooks            |
| Genie in a Bottle Christina Aguilera                             | 7        | Americana The Offspring             |
| Every Morning Sugar Ray                                          | 8        | Wide Open Spaces Dixie Chicks       |
| Nobody’s Supposed to Be Here Deborah Cox                         | 9        | Significant Other Limp Bizkit       |
| Livin’ la Vida Loca Ricky Martin                                 | 10       | Fanmail TLC                         |

Die längsten Nummer-eins-Singles
Lieder, die die meiste Zeit während eines anderen Jahres auf Platz 1 der Charts verbrachten, werden hier nicht aufgeführt.
1. Santana feat. Rob Thomas – Smooth (10 Wochen)
2. Ricky Martin – Livin’ La Vida Loca; Jennifer Lopez – If You Had My Love; Christina Aguilera – Genie in a Bottle (jeweils 5 Wochen)
3. Monica – Angel of Mine; Cher – Believe; TLC – No Scrubs (jeweils 4 Wochen)

Die längsten Nummer-eins-Alben
Alben, die die meiste Zeit während eines anderen Jahres auf Platz 1 der Charts verbrachten, werden hier nicht aufgeführt.
1. Backstreet Boys – Millennium (10 Wochen)
2. Britney Spears – … Baby One More Time (6 Wochen)
3. TLC – FanMail (5 Wochen)

Alle Nummer-eins-Hits und die Hits des Jahres

### Charts in weiteren Ländern
Siehe auch: Nummer-eins-Hits 1999 in  Australien, Belgien, Dänemark, Deutschland, Finnland, Frankreich, Irland, Italien, Japan, Kanada, Neuseeland, den Niederlanden, Norwegen, Österreich, Schweden, der Schweiz, Spanien, Südkorea, Ungarn, den Vereinigten Staaten und im Vereinigten Königreich.

## Musikpreise und Ehrungen

### Musikwettbewerbe
Eurovision Song Contest
1. Charlotte Nilsson: Take Me to Your Heaven
2. Selma Björnsdóttir: All Out of Luck
3. Sürpriz: Reise nach Jerusalem – Kudüs’e seyahat
4. Doris Dragović: Marija Magdalena
5. Eden: Yom huledet (Happy Birthday)

## Musikfestivals und -tourneen
- Kiss – Psycho Circus-Tour
- Mike Oldfield – Live ’99: Then and Now Tour
- Rosenstolz – Zucker Tour
- Yes – The Ladder Tour

## Gründungen und Auflösungen

### Gründungen
- Alcazar – schwedische Popgruppe
- Allscore – deutsches Musik- und Hörspiellabel
- Crazy Town – US-amerikanische Crossover-Band
- Deep Dive Corp. – deutsches Musikprojekt im Bereich der elektronischen Musik
- Die Toten Ärzte – Coverband aus Hamburg
- Gossip – Band aus Arkansas und Washington
- Italic Recordings – deutsches Musiklabel
- Linkin Park – US-amerikanische Nu Metal, Alternative Rock, Rap Rock und Electro Rock-Band, ehemaliger Bandname Xero (1996) und Hybrid Theory (1999)
- Monoral – japanische Alternative-Rock-Band
- Orgelbau Lenter – deutsche Orgelbauwerkstatt in Großsachsenheim
- Rise Against – US-amerikanische Punk/Hardcore-Band aus Chicago
- Sabaton – schwedische Power-Metal-Band aus Falun
- SDP – deutsches Musiker-Duo aus Berlin-Spandau
- Trivium – US-amerikanische Metal-Band aus Orlando
- Unheilig – deutsche Musikgruppe aus Aachen
- Wati B – französisches Plattenlabel

### Auflösungen
- Blue Chip Orchestra – österreichische Musikgruppe aus St. Martin im Mühlkreis
- Dr. Sommer – deutsche Punkband
- Kula Shaker – britische Britpop-Band
- Trance Atlantic Air Waves – Musikprojekt des rumänisch-deutschen Musikers und Produzenten Michael Cretu
- The Verve – britische Britpop-Band

## Neuveröffentlichungen (Auswahl)

### Lieder und Kompositionen
| Lied                           | Text | Musik | Erstinterpret                                               | Label                            | Veröffentlichung   | Genre                                            | Album                        | Weitere Informationen                               |
| ------------------------------ | --- | --- | ----------------------------------------------------------- | -------------------------------- | ------------------ | ------------------------------------------------ | ---------------------------- | --------------------------------------------------- |
| Absolutely Everybody           | Mark Holden, James Ingram, Anthony Hicks                                                                            | Mark Holden, James Ingram, Anthony Hicks                                                                            | Vanessa Amorosi                                             |                                  | 15. November 1999  | Dance-Pop                                        | The Power                    |                                                     |
| Alle Menschen dieser Erde      | Ernst Bader | Ricci Ferra | Freddy Quinn                                                | Da Music                         | 1999               | Schlager                                         | Wie wir ihn lieben – Folge 2 |                                                     |
| Amazed                         | Marv Green, Chris Lindsey, Aimee Mayo                                                                               | Marv Green, Chris Lindsey, Aimee Mayo                                                                               | Lonestar                                                    |                                  | 22. März 1999      | Country                                          | Lonely Grill                 |                                                     |
| Around the World               | Michael Balzary, John Frusciante, Anthony Kiedis, Chad Smith                                                        | Michael Balzary, John Frusciante, Anthony Kiedis, Chad Smith                                                        | Red Hot Chili Peppers                                       | Warner Bros. Records             | 7. Juni 1999       | Rock                                             | Californication              |                                                     |
| Bills, Bills, Bills            | Kevin Briggs, Beyoncé Knowles, LeToya Luckett, Kelly Rowland, Kandi Burruss                                         | Kevin Briggs, Beyoncé Knowles, LeToya Luckett, Kelly Rowland, Kandi Burruss                                         | Destiny’s Child                                             | Columbia                         | 15. Juni 1999      | Pop                                              | The Writing’s on the Wall    |                                                     |
| Das weisse Licht               | Dero Goi | Oomph! | Oomph!                                                      | Virgin Records                   | 30. August 1999    | Synth-Rock                                       | Plastik                      |                                                     |
| Deception                      | „Rouge“ Virgil Roger DuPont III                                                                                     | „Rouge“ Virgil Roger DuPont III, Crüxshadows                                                                        | The Crüxshadows                                             | Dancing Ferret Discs             | 1999               | Synth Rock                                       | Music From The Succubus Club |                                                     |
| Die Krone der Schöpfung        | Udo Jürgens, Thomas Christen                                                                                        | Udo Jürgens, Thomas Christen                                                                                        | Udo Jürgens mit den Berliner Philharmonikern                | Ariola                           | 12. März 1999      | Sinfonische Dichtung                             | Ich werde da sein            |                                                     |
| Everything You Want            | Matthew Scannell | Matthew Scannell | Vertical Horizon                                            |                                  | 15. Juni 1999      | Alternative Rock                                 | Everything You Want          |                                                     |
| Fernsehen mit deiner Schwester | Bernd Begemann | Bernd Begemann | Echt                                                        |                                  | 1999               | Pop                                              |                              |                                                     |
| Fieber                         | Dero Goi | Oomph! | Oomph! feat. Nina Hagen                                     | Virgin Records                   | 8. Oktober 1999    | Synth-Rock                                       | Plastik                      |                                                     |
| Gothic Girl                    | Jyrki 69 | Bazie, Jussi 69 | The 69 Eyes                                                 | Gaga Goodies, Roadrunner Records | 1999               | Dark Rock                                        | Blessed Be                   |                                                     |
| Hate Me Now                    | Gavin Marchand, Nasir Jones, Anthony Moody                                                                          | Gavin Marchand, Nasir Jones, Anthony Moody                                                                          | Nas feat. Puff Daddy                                        | Columbia Records                 | 6. April 1999      | Hip-Hop                                          | I Am …                       |                                                     |
| Heartbreaker                   | Mariah Carey, Shawn Carter, Lincoln Chase, Jeffrey Cohen, Shirley Elliston, Narada Walden                           | Mariah Carey, Shawn Carter, Lincoln Chase, Jeffrey Cohen, Shirley Elliston, Narada Walden                           | Mariah Carey feat. Jay-Z                                    | Columbia Records                 | 21. September 1999 | Contemporary R&B, Pop                            | Rainbow                      |                                                     |
| Hip-Hop                        | Clayton Gavin, Lavonne Alford                                                                                       | Clayton Gavin, Lavonne Alford                                                                                       | Dead Prez                                                   |                                  | 30. März 1999      | Hip-Hop, Conscious Rap                           | Let’s Get Free               |                                                     |
| I Knew I Loved You             | Darren Hayes, Daniel Jones                                                                                          | Darren Hayes, Daniel Jones                                                                                          | Savage Garden                                               |                                  | 28. September 1999 | Pop                                              | Affirmation                  |                                                     |
| Ich nehm dich bei der Hand     | David Wiesner | David Wiesner | David Wiesner                                               |                                  | 1999               | Pop                                              |                              | Abspannlied zur deutschen Fernsehserie SimsalaGrimm |
| Livin’ la Vida Loca            | John Barrett, Robi Rosa                                                                                             | John Barrett, Robi Rosa                                                                                             | Ricky Martin                                                |                                  | 23. März 1999      | Latin Pop                                        | Ricky Martin                 |                                                     |
| No Leaf Clover                 | James Hetfield, Lars Ulrich                                                                                         | James Hetfield, Lars Ulrich                                                                                         | Metallica, Michael Kamen & San Francisco Symphony Orchestra | Elektra Records                  | 19. November 1999  | Heavy Metal, Symphonic Metal                     | S&M                          |                                                     |
| Nookie                         | Fred Durst, John Otto, Sam Rivers, Wes Borland                                                                      | Fred Durst, John Otto, Sam Rivers, Wes Borland                                                                      | Limp Bizkit                                                 | Reprise Records                  | 15. Juni 1999      | Nu Metal                                         | Significant Other            |                                                     |
| Say My Name                    | Rodney Jerkins, Fred Jerkins III, LeShawn Daniels, Beyoncé Knowles, LeToya Luckett, Kelly Rowland, LaTavia Roberson | Rodney Jerkins, Fred Jerkins III, LeShawn Daniels, Beyoncé Knowles, LeToya Luckett, Kelly Rowland, LaTavia Roberson | Destiny’s Child                                             | Columbia                         | 23. Juli 1999      | Contemporary R&B, Pop                            | The Writing’s on the Wall    |                                                     |
| Scar Tissue                    | Michael Balzary, John Frusciante, Anthony Kiedis, Chad Smith                                                        | Michael Balzary, John Frusciante, Anthony Kiedis, Chad Smith                                                        | Red Hot Chili Peppers                                       | Warner Bros. Records             | 25. Mai 1999       | Rock                                             | Californication              |                                                     |
| Sex Bomb                       | Errol Rennalls, Mousse T.                                                                                           | Errol Rennalls, Mousse T.                                                                                           | Tom Jones feat. Mousse T.                                   | Gut Records, V2 Records          | 9. September 1999  | Dance-Pop                                        | Reload                       |                                                     |
| Smooth                         | Itaal Shur, Rob Thomas                                                                                              | Itaal Shur, Rob Thomas                                                                                              | Santana feat. Rob Thomas                                    | Arista Records                   | 14. Juni 1999      | Alternative Rock, Latin Rock                     | Supernatural                 |                                                     |
| Thank God I Found You          | Mariah Carey, James Harris III, Terry Lewis                                                                         | Mariah Carey, James Harris III, Terry Lewis                                                                         | Mariah Carey feat. 98 Degrees & Joe                         | Columbia Records                 | 15. Oktober 1999   | Contemporary R&B, Pop                            | Rainbow                      |                                                     |
| The Bad Touch                  | Jimmy Pop | Jimmy Pop | Bloodhound Gang                                             | Geffen Records                   | 3. September 1999  | Alternative Rock, Pop-Punk                       | Hooray for Boobies           |                                                     |
| The Book of Love               | Stephin Merritt | Stephin Merritt | The Magnetic Fields                                         | Merge Records                    | 7. September 1999  | Indie-Rock, Indie-Pop, Low Fidelity, Baroque Pop | 69 Love Songs                |                                                     |
| Unpretty                       | Dallas Austin, Tionne Watkins                                                                                       | Dallas Austin, Tionne Watkins                                                                                       | TLC                                                         | LaFace Records, Arista Records   | 22. Februar 1999   | Contemporary R&B, Pop-Rock                       | FanMail                      |                                                     |
| Wäre Gesanges voll unser Mund  | Eugen Eckert | Alejandro Veciana                                                                                                   |                                                             |                                  | 1999               | Neues Geistliches Liedern                        |                              |                                                     |
| When She Loved Me              | Randy Newman | Randy Newman | Sarah McLachlan                                             |                                  | 1999               | Filmsong                                         |                              | Filmsong für den Film Toy Story 2                   |

### Alben
| Album                                        | Interpret                                                   | Label                                         | Veröffentlichung   | Genre                                     | Weitere Informationen |
| -------------------------------------------- | ----------------------------------------------------------- | --------------------------------------------- | ------------------ | ----------------------------------------- | --------------------- |
| 13                                           | Blur                                                        | Food Records, Virgin                          | 15. März 1999      | Alternative Rock, Indie-Rock, Post-Rock   |                       |
| 18 Tracks                                    | Bruce Springsteen                                           | Columbia Records                              | 13. April 1999     | Rock                                      | Kompilation           |
| Avenue B                                     | Iggy Pop                                                    | Virgin Records                                | 14. September 1999 | Hard Rock                                 |                       |
| Blues                                        | Eric Clapton                                                | PolyGram                                      | 27. Juli 1999      | Rock, Bluesrock                           | Kompilation           |
| Bury the Hatchet                             | The Cranberries                                             | Island Records                                | 19. April 1999     | Alternative Rock, Folk-Rock               |                       |
| Californication                              | Red Hot Chili Peppers                                       | Warner Bros.                                  | 7. Juni 1999       | Alternative Rock, Funk Rock               |                       |
| Clapton Chronicles: The Best of Eric Clapton | Eric Clapton                                                | Reprise, Duck                                 | 12. Oktober 1999   | Rock, Bluesrock                           | Kompilation           |
| Code Red                                     | Sodom                                                       | Drakkar Records                               | 31. Mai 1999       | Thrash Metal                              |                       |
| Endorama                                     | Kreator                                                     | Drakkar Records                               | 29. März 1999      | Thrash Metal, Gothic Metal                |                       |
| Enema of the State                           | Blink-182                                                   | MCA Records                                   | 1. Juni 1999       | Pop-Punk                                  |                       |
| Everything Louder than Everyone Else         | Motörhead                                                   | Steamhammer/SPV                               | 9. März 1999       | Heavy Metal                               |                       |
| Flamenco A Go-Go                             | Steve Stevens                                               | Ark 21                                        | 1999               | Flamenco, Blues                           |                       |
| Foxes Fox                                    | Evan Parker, John Edwards, Steve Beresford und Louis Moholo | Emanem                                        | 1999               | Jazz                                      |                       |
| Freischwimmer                                | Echt                                                        | Laughing Horse                                | 10. September 1999 | Indie-Pop                                 |                       |
| Helldorado                                   | W.A.S.P.                                                    | CMC                                           | 18. Mai 1999       | Heavy Metal                               |                       |
| Hours                                        | David Bowie                                                 | Virgin Records                                | 21. September 1999 | Pop-Rock, Artpop                          |                       |
| Ich werde da sein                            | Udo Jürgens                                                 | Ariola                                        | 12. März 1999      | Schlager                                  |                       |
| J-Tull Dot Com                               | Jethro Tull                                                 | Roadrunner Records                            | 23. August 1999    | Rock, Hardrock, Folkrock                  |                       |
| Jerusalem                                    | Sleep                                                       | Rise Above Records, The Music Cartel          | 26. Januar 1999    | Stoner Doom, Drone Doom                   |                       |
| Kisha                                        | Kisha                                                       | Ariola                                        | 25. April 1999     | Pop                                       | Debütalbum            |
| L’amour toujours                             | Gigi D’Agostino                                             | ZYX Music, Media Records, NoiseMaker          | 21. August 1999    | Elektronische Tanzmusik, Eurodance, House |                       |
| Live aus Berlin                              | Rammstein                                                   | Motor Music                                   | 30. August 1999    | Neue Deutsche Härte                       | Livealbum             |
| Live Era: ’87–’93                            | Guns N’ Roses                                               | Geffen Records                                | 29. November 1999  | Hard Rock                                 | Livealbum             |
| Not Two, Not One                             | Paul Bley, Gary Peacock und Paul Motian                     | ECM Records                                   | 18. Mai 1999       | Jazz                                      |                       |
| One to One                                   | Howard Riley und Elton Dean                                 | Slam Productions                              | 1999               | Jazz                                      |                       |
| Rave Un2 the Joy Fantastic                   | Prince                                                      | Arista Records, NPG Records                   | 9. November 1999   | Contemporary R&B, Funk, Pop, Rock         |                       |
| S&M                                          | Metallica                                                   | Elektra Records                               | 22. November 1999  | Symphonic Metal, Heavy Metal, Crossover   | Livealbum             |
| Shades 1968–1998                             | Deep Purple                                                 | Rhino Records                                 | 16. März 1999      | Hard Rock, Heavy Metal                    | Boxset                |
| Slipknot                                     | Slipknot                                                    | Roadrunner Records, Attic, I Am               | 29. Juni 1999      | Nu Metal                                  | Debütalbum            |
| Strange Weather Lately                       | Astrid                                                      | Fantastic Plastic Records                     | 1999               | Rock, Pop, Independent                    |                       |
| The Avenger                                  | Amon Amarth                                                 | Metal Blade Records, Sony Music Entertainment | 13. September 1999 | Melodic Death Metal                       |                       |
| The Millennium Bell                          | Mike Oldfield                                               | Warner Music                                  | 29. November 1999  | Rock                                      |                       |
| The Vault… Old Friends 4 Sale                | Prince                                                      | Warner Bros. Records                          | 24. August 1999    | Contemporary R&B, Jazz, Pop, Rock         |                       |
| There Is Nothing Left to Lose                | Foo Fighters                                                | RCA, BMG                                      | 2. November 1999   | Alternative Rock                          |                       |
| To Venus and Back                            | Tori Amos                                                   | Atlantic Records                              | 20. September 1999 | Alternative Rock, Pop-Rock                |                       |
| Tonight the Stars Revolt!                    | Powerman 5000                                               | DreamWorks                                    | 20. Juli 1999      | Nu Metal, Alternative Metal               |                       |
| Total Abandon: Australia ’99                 | Deep Purple                                                 | EMI/Thames Talent, Eagle Records              | September 1999     | Hard Rock, Heavy Metal                    | Doppel Livealbum      |
| Trapped in Anguish                           | Voice                                                       | AFM Records                                   | August 1999        | Power Metal                               |                       |
| Under the Influence                          | Status Quo                                                  | Eagle Records, Edel Records                   | 29. März 1999      | Rock, Hardrock                            |                       |
| Verdammt wir leben noch                      | Falco                                                       | Reverso (GIG Records), EMI Electrola GmbH     | Februar 1999       | Pop, Rock                                 |                       |
| Wir wollen nur deine Seele                   | Die Ärzte                                                   | Hot Action Records, Universal Records         | 22. November 1999  | Punkrock                                  | Livealbum             |
| World Coming Down                            | Type O Negative                                             | Roadrunner Records                            | 21. September 1999 | Alternative Metal, Doom Metal             |                       |
| Zucker                                       | Rosenstolz                                                  | Polydor                                       | 23. April 1999     | Pop, Chanson                              |                       |

## Geboren

### Januar bis Juni
- 03. Januar: Amaia, spanische Sängerin
- 08. Januar: Damiano David, italienischer Singer-Songwriter
- 21. Januar: Kilian Langrieger, deutscher Pianist
- 22. Januar: Ravyn Lenae, US-amerikanischer R&B-Singer-Songwriterin
- 22. Januar: Moses Yoofee Vester, deutscher Fusion- und Jazzmusiker (Piano, Komposition)
- 24. Januar: Niki, indonesische Popsängerin
- 06. Februar: Albina Grčić, kroatische Sängerin
- 25. Februar: Jordan Adetunji, britischer Rapper und Sänger
- 05. März: Madison Beer, US-amerikanische Sängerin
- 08. März: Blanco, britischer Rapper und Sänger
- 14. März: Olivia Dean, englische Neo-Soul-Sängerin
- 14. März: Sheldon Riley, australischer Sänger
- 31. März: Brooke Scullion, irische Sängerin
- 05. April: Lilly Palmer, deutsche Musikerin und Produzentin elektronischer Musik
- 14. April: Anita Simoncini, san-marinesische Sängerin
- 27. April: Julia Beautx, deutsche Webvideoproduzentin, Influencerin, Schauspielerin und Sängerin
- 03. Mai: Ella Langley, US-amerikanische Countrysängerin
- 06. Mai: Georgia Davies, australische Musikerin und Bassistin
- 06. Mai: Sina-drums, deutsche Schlagzeugerin und YouTuberin
- 11. Mai: Sabrina Carpenter, US-amerikanische Schauspielerin und Sängerin
- 13. Mai: Kotryna Juodzevičiūtė, litauische Sängerin
- 13. Mai: Red Sebastian, belgischer Popsänger
- 18. Mai: Dávid Paška, slowakischer Theaterregisseur, Dramatiker und Schriftsteller
- 23. Mai: Blanka Stajkow, polnische Sängerin und Model
- 24. Mai: Alina Abgarjan, deutsche Schauspielerin, Sängerin, Tänzerin und Synchronsprecherin
- 06. Juni: Bigman, südkoreanischer Beatboxer, Webvideoproduzent, Singer-Songwriter und Komponist
- 10. Juni: Blanche, belgische Sängerin
- 11. Juni: Dusty Locane, US-amerikanischer Rapper
- 18. Juni: Arin, südkoreanische Sängerin, Schauspielerin, Model und MC
- 00. Juni: Soffie, deutsche Sängerin

### Juli bis Dezember
- 06. Juli: Simone Locarni, italienischer Konzert- und Jazzpianist
- 08. Juli: Nadir Rüstəmli, aserbaidschanischer Sänger
- 19. Juli: Krystian Ochman, US-amerikanisch-polnischer Sänger
- 28. Juli: GloRilla, US-amerikanische Rapperin
- 31. Juli: Leonard Pospichal, österreichischer Rockmusiker
- 03. August: Nemo, nichtbinärer Schweizer Musiker
- 09. August: Tuva Halse, norwegische Jazzmusikerin (Geige, Komposition)
- 18. August: Noahfinnce, britischer Musiker und YouTuber
- 21. August: Anna-Maria Zivkov, deutsche Schlagersängerin
- 28. August: Luna, polnische Sängerin
- 03. September: Rich Brian, indonesischer Rapper
- 07. September: Kati K, deutsche Popsängerin und Influencerin
- 09. September: Bilal Hassani, französischer Singer-Songwriter und Webvideoproduzent
- 14. September: Wenzel Beck, österreichischer Sänger, Songwriter und Produzent
- 21. September: Lizzy McAlpine, US-amerikanische Singer-Songwriterin
- 23. September: Artemas, britischer Musikproduzent und Sänger
- 10. Oktober: LukasBS, deutscher Webvideoproduzent, Sänger und Kinderbuchautor
- 19. Oktober: Carlotta Truman, deutsche Sängerin und Schauspielerin
- 20. Oktober: Chuu, südkoreanische Sängerin, Schauspielerin, Entertainerin und Model
- 22. Oktober: Warren Zeiders, US-amerikanischer Country- und Rock-Sänger
- 25. Oktober: Clara, italienische Popsängerin und Schauspielerin
- 25. Oktober: Dylan, britische Popsängerin
- 29. Oktober: Jeremias Fliedl, österreichischer Cellist
- 02. November: Khosi Ngema, südafrikanische Schauspielerin, Sängerin und Songwriterin
- 05. November: Lukas Koller, deutscher Schauspieler, Sprecher, Synchronsprecher und Sänger
- 05. November: Nico Weber, deutscher Jazzmusiker (Trompete, Komposition)
- 17. November: Paris Paloma, britische Singer-Songwriterin und Gitarristin
- 21. November: Isaiah Firebrace, australischer Popsänger
- 27. November: Emma Muscat, maltesische Popsängerin und Model
- 30. November: Dora, russische Singer-Songwriterin
- 01. Dezember: Güneş, türkische Rapperin und Popmusikerin
- 05. Dezember: Brado, deutscher Rapper
- 15. Dezember: Micaela Díaz, argentinische Schauspielerin, Sängerin und Tänzerin
- 22. Dezember: Tomori Kusunoki, japanische Synchronsprecherin und J-Pop-Sängerin
- 26. Dezember: Aiko, tschechische Sängerin
- 28. Dezember: Zaho de Sagazan, französische Chanson-Sängerin und Liedtexterin

### Genaues Geburtsdatum unbekannt
- Anselm Bresgott, deutscher Schauspieler und Singer-Songwriter
- Stephanie Childress, französisch-britische Dirigentin
- Rachel Chinouriri, britische Popmusikerin
- Coremy, deutsche Künstlerin, Musikerin, Comedian und Autorin
- Ilon, finnlandschwedische Singer-Songwriterin
- Malou Lovis Kreyelkamp, deutsche Sängerin
- Max Löbner, deutscher Jazzmusiker
- Mentissa, belgische Sängerin
- Mida, italienischer Popsänger und Rapper
- Jérémie Moreau, französischer Pianist
- Mucco, deutscher Rapper
- Ramzey, deutscher Rapper
- Yvonne Rogers, US-amerikanische Jazz- und Improvisationsmusikerin (Piano, Komposition)
- Laura Thorn, luxemburgische Sängerin
- Tom Twers, deutscher Sänger
- WizTheMc, deutsch-südafrikanischer Rapper, Musikproduzent und Songwriter

### Geboren um 1999
- Max Autsch, deutscher Jazzmusiker (Schlagzeug, Komposition)

## Gestorben

### Januar
- 02. Januar: Rolf Liebermann, Schweizer Komponist und Intendant (* 1910)
- 02. Januar: Harvey Perrin, kanadischer Geiger, Bratschist, Chordirigent und Musikpädagoge (* 1905)
- 02. Januar: Horst Seeger, deutscher Musikwissenschaftler, Musikkritiker, Dramaturg, Autor und Intendant (* 1926)
- 03. Januar: Matthias Büchel, deutscher Sänger und Dirigent (* 1912)
- 06. Januar: Michel Petrucciani, französischer Jazzpianist (* 1962)
- 07. Januar: Fred Hopkins, US-amerikanischer Jazzbassist (* 1947)
- 09. Januar: Hans Mokka, deutscher Sänger klassischer Musik und Literat (* 1912)
- 10. Januar: Primož Ramovš, slowenischer Komponist, Musikwissenschaftler und Bibliothekar (* 1921)
- 11. Januar: Big Steve, US-amerikanischer Rapper (* 1975)
- 11. Januar: Fabrizio De André, italienischer Cantautore (Liedermacher) (* 1940)
- 13. Januar: Hammy Howell, britischer Pianist (* 1954)
- 13. Januar: Muhammad Mamle, kurdischer Musiker und Sänger (* 1925)
- 13. Januar: Franz A. Stein, deutscher Musikwissenschaftler und Musikforscher (* 1928)
- 14. Januar: Muslimgauze, englischer Musiker (* 1961)
- 14. Januar: Fred Myrow, US-amerikanischer Komponist und Pianist (* 1939)
- 14. Januar: Sabina Olmos, argentinische Filmschauspielerin und Sängerin (* 1913)
- 15. Januar: Marion Ryan, britische Sängerin (* 1931)
- 20. Januar: Marija Sokil, ukrainisch-US-amerikanische Opernsängerin und Philanthropin (* 1902)
- 21. Januar: Charles Brown, US-amerikanischer Blues-Sänger und -Pianist (* 1922)
- 21. Januar: Jacques Chailley, französischer Musikwissenschaftler, Musikpädagoge und Komponist (* 1910)
- 21. Januar: Al King, US-amerikanischer Singer-Songwriter (* 1926)
- 22. Januar: Albert Nagele, österreichischer Komponist und Oboist (* 1927)
- 23. Januar: Lincoln Thompson, jamaikanischer Musiker (* 1949)
- 26. Januar: Jeanne-Marie Darré, französische Pianistin (* 1905)
- 27. Januar: Toni Martl, deutscher Komponist (* 1916)
- 28. Januar: Waleri Alexandrowitsch Gawrilin, russisch-sowjetischer Komponist (* 1939)
- 31. Januar: Gabriel Ruiz, mexikanischer Komponist (* 1908)

### Februar
- 01. Februar: Barış Manço, türkischer Sänger, Komponist, Fernsehmoderator und Schauspieler (* 1943)
- 01. Februar: Alexander Pawlowitsch Nemtin, russischer Komponist (* 1936)
- 02. Februar: Mohammad Taghi Massoudieh, iranischer Musikwissenschaftler, Musiker und Komponist (* 1927)
- 02. Februar: Vilmos Tátrai, ungarischer Geiger, Dirigent und Musikpädagoge (* 1912)
- 03. Februar: Juan Amenábar, chilenischer Komponist (* 1922)
- 03. Februar: Gwen Guthrie, US-amerikanische Sängerin, Pianistin und Songschreiberin (* 1950)
- 06. Februar: James Adair, US-amerikanischer Violinist, Dirigent, Hochschullehrer, Musikpädagoge und Komponist (* 1909)
- 07. Februar: Bobby Troup, US-amerikanischer Jazzpianist, Songwriter und Schauspieler (* 1918)
- 08. Februar: Richard Boone, US-amerikanischer Jazzmusiker (Posaune, Gesang) (* 1930)
- 11. Februar: Jaki Byard, US-amerikanischer Jazzmusiker (Saxophon, Piano) und Komponist (* 1922)
- 12. Februar: Ernst Hofmann, deutscher katholischer Pfarrer und Lieddichter (* 1904)
- 14. Februar: Buddy Knox, US-amerikanischer Sänger und Songwriter (* 1933)
- 15. Februar: Big L, US-amerikanischer Rapper (* 1974)
- 15. Februar: Hugo Lepnurm, estnischer Komponist und Organist (* 1914)
- 15. Februar: Irene Britton Smith, US-amerikanische Komponistin (* 1907)
- 16. Februar: Necil Kâzım Akses, türkischer Komponist (* 1908)
- 16. Februar: Johan Kvandal, norwegischer Komponist, Organist und Musikkritiker (* 1919)
- 16. Februar: Betty Roche, US-amerikanische Jazzsängerin (* 1920)
- 16. Februar: Alfred Schlee, österreichisch-deutscher Musikwissenschaftler, Theaterwissenschaftler und Musikverleger (* 1901)
- 17. Februar: Sabine Hass, deutsche Opernsängerin (Sopran) (* 1949)
- 17. Februar: Tania, argentinische Tangosängerin und Schauspielerin (* 1894)
- 18. Februar: Margaret Drynan, kanadische Organistin und Chorleiterin, Komponistin und Musikpädagogin (* 1915)
- 19. Februar: Carlos Acuña, argentinischer Tangosänger und -komponist (* 1915)
- 20. Februar: Howard Boatwright, US-amerikanischer Komponist, Violinist, Musikwissenschaftler und Autor (* 1918)
- 22. Februar: Charles Gerhardt, US-amerikanischer Dirigent, Arrangeur, Toningenieur und Musikproduzent (* 1927)
- 23. Februar: Inge Brandenburg, deutsche Jazzsängerin und Theaterschauspielerin (* 1929)
- 23. Februar: George Grigoriu, rumänischer Komponist, Musiker und Songwriter (* 1927)
- 24. Februar: Roberto Rufino, argentinischer Tangosänger, -komponist und -dichter (* 1922)
- 24. Februar: Vann Walls, US-amerikanischer R&B-Pianist und Songwriter (* 1918)
- 27. Februar: Stéphane Sirkis, französischer Musiker und Komponist (* 1959)
- 27. Februar: Horace Tapscott, US-amerikanischer Jazzpianist und -komponist (* 1934)
- 28. Februar: Bill Duniven, US-amerikanischer Rock-’n’-Roll-Musiker (* 1938)

### März
- 02. März: David Ackles, US-amerikanischer Singer-Songwriter und Pianist (* 1937)
- 02. März: Dusty Springfield, britische Pop- und Soulsängerin (* 1939)
- 04. März: Eddie Dean, US-amerikanischer Schauspieler und Country-Musiker (* 1907)
- 04. März: Miłosz Magin, polnisch-französischer Pianist und Komponist (* 1929)
- 04. März: Teddy McRae, US-amerikanischer Jazzsaxophonist (Tenor), Arrangeur, Bandleader und Komponist (* 1908)
- 06. März: Lowell Fulson, US-amerikanischer Blues-Gitarrist und -Sänger (* 1921)
- 06. März: Fridel Hönisch, deutsche Unterhaltungskünstlerin, Kabarettistin und Sängerin (* 1909)
- 06. März: Graham Steed, britisch-kanadischer Organist und Chorleiter (* 1913)
- 08. März: Hans Eklund, schwedischer Komponist (* 1927)
- 09. März: Hans Georg Pflüger, deutscher Komponist (* 1944)
- 09. März: Éliane Richepin, französische Pianistin, Musikpädagogin und Komponistin (* 1910)
- 09. März: Harry Somers, kanadischer Komponist (* 1925)
- 10. März: Louis Marischal, belgischer Komponist (* 1928)
- 12. März: Thom Argauer, deutscher Musiker und Maler (* 1948)
- 12. März: Yehudi Menuhin: US-amerikanisch-schweizerisch-britischer Violinist, Bratschist und Dirigent (* 1916)
- 13. März: Bidu Sayão, brasilianische Opernsängerin (Sopran) (* 1902)
- 14. März: Gregg Diamond, US-amerikanischer Disco-Produzent, -Komponist und -Musiker (* 1949)
- 14. März: Ludmila Frajt, serbische bzw. jugoslawische Komponistin (* 1919)
- 16. März: Paul Hupperts, niederländischer Komponist (* 1919)
- 17. März: Hubert Bognermayr, österreichischer Musiker und Komponist (* 1948)
- 17. März: Ernest Gold, US-amerikanischer Komponist (* 1921)
- 18. März: Lillian McMurry, US-amerikanische Musikproduzentin (* 1921)
- 19. März: Peppermint Harris, US-amerikanischer Rhythm-and-Blues-Gitarrist und Sänger (* 1925)
- 19. März: Juana Reina, spanische Schauspielerin und Sängerin (* 1925)
- 19. März: Gerd Sievers, deutscher Musikwissenschaftler und Verlagslektor (* 1915)
- 20. März: Elsa Barraine, französische Komponistin (* 1910)
- 22. März: Paul-Marcel Gauthier, kanadischer Priester, Sänger und Komponist (* 1910)
- 25. März: Mighty Joe Young, US-amerikanischer Blues-Gitarrist, Sänger und Songschreiber (* 1927)
- 27. März: Alfred Einhellinger, deutscher Musiker, Maler und Mykologe (* 1913)
- 28. März: Freaky Tah, US-amerikanischer Rapper (* 1972)
- 28. März: George Markey, US-amerikanischer Organist (* 1925)
- 29. März: Leonard Mountain Chief, US-amerikanischer indianischer Aktivist, Schauspieler und Countrymusiker (* 1939)
- 29. März: Joe Williams, US-amerikanischer Jazzsänger (* 1918)
- 30. März: Wolfgang Trattner, deutscher Jazztrompeter (* 1941)
- 31. März: Jerry Toth, kanadischer Jazzmusiker (Saxophone, Klarinette, Flöte), Komponist, Arrangeur und Produzent (* 1928)

### April
- 01. April: Abbé Bessire, Schweizer Theologe, Musiker und Liedarrangeur (* 1922)
- 01. April: Jesse Stone, US-amerikanischer Jazz- und R&B-Musiker (* 1901)
- 02. April: Julio Alberto Hernández, dominikanischer Komponist und Pianist (* 1900)
- 03. April: Lionel Bart, britischer Musical-Komponist (* 1930)
- 03. April: Herman Foster, US-amerikanischer Jazzpianist und Komponist (* 1928)
- 06. April: Red Norvo, US-amerikanischer Jazzvibraphonist und -bandleader (* 1908)
- 06. April: William Pleeth, britischer Cellist und Cellolehrer (* 1916)
- 08. April: Chilo Morán, mexikanischer Jazztrompeter und Bandleader (* 1930)
- 08. April: Lloyd Smith, US-amerikanischer Jazzmusiker (Altsaxophon, Flöte), Musikpädagoge und Clubbesitzer (* 1914)
- 09. April: Bert Firman, britischer Bandleader und Geiger (* 1906)
- 11. April: Eduard Macku, österreichischer Komponist, Dirigent und Intendant (* 1901)
- 12. April: Boxcar Willie, US-amerikanischer Country-Sänger (* 1931)
- 14. April: Anthony Newley, britischer Schauspieler, Popsänger und Songwriter (* 1931)
- 15. April: Josef Lidl, deutscher Grafiker, Autor, Musiker und Heimatkundler (* 1911)
- 16. April: Skip Spence, US-amerikanischer Rockmusiker (Gitarre, Gesang, Schlagzeug) (* 1946)
- 17. April: France Ellegaard, dänisch-finnische Pianistin (* 1913)
- 18. April: Ulrich Dähnert, deutscher wissenschaftlicher Bibliothekar, Philologe, Historiker, Orgelforscher und Orgelsachverständiger (* 1903)
- 21. April: Ingrid Ohlenschläger, deutsche Schauspielerin, Kabarettistin, Sängerin und Hörspielsprecherin (* 1926)
- 21. April: Charles Rogers, US-amerikanischer Schauspieler, Filmproduzent und Jazzmusiker (* 1904)
- 22. April: Apostolos Nikolaidis, griechischer Sänger (* 1938)
- 23. April: Melba Liston, US-amerikanische Jazzmusikerin (Posaune, Komposition, Arrangement) (* 1926)
- 25. April: Roger Troutman, US-amerikanischer Musiker (* 1951)
- 26. April: Adrian Borland, britischer Songschreiber, Gitarrist, Sänger und Produzent (* 1957)
- 27. April: He Lüting, chinesischer Komponist (* 1903)
- 27. April: Al Hirt, US-amerikanischer Jazz- und Easy-Listening-Trompeter und Bandleader (* 1922)
- 27. April: Maria Stader, Schweizer Opernsängerin (lyrischer Sopran) (* 1911)
- 28. April: Walter Gieseler, deutscher Musikpädagoge, Musikwissenschaftler und Komponist (* 1919)
- 28. April: Zdeněk Jílek, tschechischer Pianist und Musikpädagoge (* 1919)
- 29. April: Léon Barzin, US-amerikanischer Dirigent und Bratschist (* 1900)
- 30. April: Darrell Sweet, britischer Schlagzeuger (* 1947)

### Mai
- 01. Mai: Eddie Chamblee, US-amerikanischer Jazz- und Rhythm-and-Blues-Musiker (Tenorsaxophon, Klarinette) (* 1920)
- 02. Mai: Anahit Zizikjan, armenische Violistin (* 1926)
- 08. Mai: Marek Jablonski, kanadischer Pianist und Musikpädagoge (* 1939)
- 08. Mai: Leon Thomas, US-amerikanischer Jazz-Sänger und Perkussionist (* 1937)
- 09. Mai: Harry Blech, britischer Violinist und Dirigent (* 1910)
- 10. Mai: Shel Silverstein, US-amerikanischer Songwriter, Musiker, Filmkomponist, Drehbuchautor, Dichter, Karikaturist und Kinderbuchautor (* 1930)
- 12. Mai: Poul Hindberg, dänischer Jazzmusiker (Klarinette, Altsaxophon) (* 1918)
- 13. Mai: Motohiko Hino, japanischer Jazzschlagzeuger (* 1946)
- 15. Mai: Ernst Mosch, deutscher Musiker, Komponist, Arrangeur, Jazzposaunist und Dirigent (* 1925)
- 16. Mai: Rodolfo Alchourrón, argentinischer Jazz- und Fusionmusiker (Gitarre, Komposition, Arrangement) (* 1934)
- 16. Mai: Orlando Verri, argentinischer Tangosänger (* 1923)
- 17. Mai: Bruce Fairbairn, kanadischer Musikproduzent (* 1949)
- 17. Mai: Nils Sustrate, deutscher Musiker, Fernseh- und Hörspielkomponist und Musiklehrer (* 1931)
- 17. Mai: Frankie Vaughan, britischer Popsänger (* 1928)
- 18. Mai: William McCauley, kanadischer Komponist, Posaunist und Dirigent (* 1917)
- 18. Mai: Augustus Pablo, jamaikanischer Reggae- und Dubmusiker und -produzent (* 1953)
- 18. Mai: Freddy Randall, britischer Jazztrompeter und Bandleader (* 1921)
- 20. Mai: Horst Stachelhaus, deutscher Musiker (* 1950)
- 21. Mai: Bugz, US-amerikanischer Rapper (* 1978)
- 22. Mai: Milton Banana, brasilianischer Perkussionist und Schlagzeuger (* 1935)
- 25. Mai: Fulvio Salamanca, argentinischer Tangopianist, Bandleader, Arrangeur und Tangokomponist (* 1921)
- 26. Mai: Paul Sacher, Schweizer Dirigent und Mäzen (* 1906)
- 27. Mai: Thomas Briccetti, US-amerikanischer Komponist, Pianist und Dirigent (* 1936)
- 28. Mai: Herbert Finne, deutscher Musiker (* 1919)
- 31. Mai: Adolf Stähli, Schweizer Jodler, Dirigent, Komponist und Dichter (* 1925)

### Juni
- 01. Juni: Géo Daly, französischer Jazzvibraphonist und Bandleader (* 1923)
- 02. Juni: Junior Braithwaite, jamaikanischer Sänger (* 1949)
- 02. Juni: Kenny Parchman, US-amerikanischer Rockabilly-Musiker (* 1932)
- 02. Juni: Andy Simpkins, US-amerikanischer Jazzmusiker (Kontrabass, Komposition) (* 1932)
- 03. Juni: Achim Knispel, deutscher Gitarrist, Maler und Zeichner (* 1947)
- 05. Juni: Mel Tormé, US-amerikanischer Jazz- und Pop-Sänger sowie Schauspieler (* 1925)
- 05. Juni: Ernie Wilkins, US-amerikanischer Saxophonist, Komponist und Bandleader (* 1919)
- 06. Juni: Ilja Alexandrowitsch Mussin, russischer Dirigent und Hochschullehrer (* 1904)
- 07. Juni: Lady June, englische Malerin, Dichterin und Musikerin (* 1931)
- 08. Juni: Buddy Clark, US-amerikanischer Jazzbassist und Arrangeur (* 1929)
- 08. Juni: Rosy McHargue, US-amerikanischer Jazzklarinettist und -saxophonist (* 1902)
- 09. Juni: Maurice Journeau, französischer Komponist und Pianist (* 1898)
- 10. Juni: Grete Natzler, österreichische Schauspielerin und Operettensängerin (* 1906)
- 11. Juni: Henri Chaix, Schweizer Jazzpianist, Orchesterleiter und Arrangeur (* 1925)
- 13. Juni: Lennart Jansson, schwedischer Jazzmusiker (Saxophon, Klarinette) (* 1932)
- 14. Juni: Kurt Blaukopf, österreichischer Musiksoziologe (* 1914)
- 14. Juni: Henry Lawes, jamaikanischer Musikproduzent (* um 1948)
- 14. Juni: Franz Samohyl, österreichischer Violinist, Konzertmeister und Hochschullehrer (* 1912)
- 15. Juni: Fausto Papetti, italienischer Altsaxophonist (* 1923)
- 16. Juni: Screaming Lord Sutch, britischer Musiker und Politiker (* 1940)
- 20. Juni: Mark Gray, US-amerikanischer Jazz- und Fusion-Musiker (Piano, Keyboard) (* 1949 oder 1950)
- 21. Juni: Amédée Borsari, französischer Komponist (* 1905)
- 22. Juni: Luboš Fišer, tschechischer Komponist und Filmkomponist (* 1935)
- 25. Juni: Everett Helm, US-amerikanischer Komponist, Musikwissenschaftler und Journalist (* 1913)
- 27. Juni: Einar Englund, finnischer Komponist und Pianist (* 1916)
- 29. Juni: Camillo Wanausek, österreichischer Flötist (* 1906)
- 30. Juni: Beveridge Webster, US-amerikanischer Pianist und Musikpädagoge (* 1908)

### Juli
- 01. Juli: Dennis Brown, jamaikanischer Reggae-Sänger (* 1957)
- 01. Juli: Guy Mitchell, US-amerikanischer Popsänger und Schauspieler (* 1927)
- 03. Juli: Mark Sandman, US-amerikanischer Singer-Songwriter, Multiinstrumentalist und Produzent (* 1952)
- 06. Juli: Joaquín Rodrigo, spanischer Komponist (* 1901)
- 08. Juli: Juan Carlos Miranda, argentinischer Tangosänger (* 1917)
- 09. Juli: Talib Dawud, US-amerikanischer Jazztrompeter (* 1923)
- 11. Juli: Helen Forrest, US-amerikanische Sängerin (* 1917)
- 13. Juli: Eunice Davis, US-amerikanische Rhythm-and-Blues-Sängerin und Lyrikerin (* 1920)
- 17. Juli: Max Baumann, deutscher Komponist, Musikpädagoge, Chorleiter und Dirigent (* 1917)
- 18. Juli: Dave Carey, britischer Jazzschlagzeuger, Bandleader und Jazzforscher (* 1914)
- 22. Juli: Ģederts Ramans, lettischer Komponist (* 1927)
- 22. Juli: Marianne Schech, deutsche Opernsängerin (Sopran) und Gesangsprofessorin (* 1914)
- 23. Juli: Noël Lancien, französischer Komponist, Dirigent und Musikpädagoge (* 1934)
- 26. Juli: Alex Kofman, ukrainisch-US-amerikanischer Klezmer- und Jazzposaunist (* 1949)
- 27. Juli: Sweets Edison, US-amerikanischer Jazztrompeter (* 1915)
- 27. Juli: Mahlathini, südafrikanischer Sänger (* 1938)
- 28. Juli: Rudolf Halaczinsky, deutscher Komponist und Maler (* 1920)
- 29. Juli: Anita Carter, US-amerikanische Country- und Folk-Sängerin (* 1933)
- 29. Juli: Anatolij Solowjanenko, ukrainischer Opernsänger (Tenor) (* 1932)
- 29. Juli: Charly Tabor, österreichischer Jazztrompeter (* 1919)

### August
- 02. August: Madeleine de Valmalète, französische Pianistin und Musikpädagogin (* 1899)
- 03. August: Leroy Vinnegar, US-amerikanischer Jazzbassist (* 1928)
- 07. August: Rafael Sánchez Cestero, dominikanischer Sänger (Tenor) (* 1912)
- 09. August: Rodrigo Riera, venezolanischer Gitarrist und Komponist (* 1923)
- 10. August: Ernst Bader, deutscher Schauspieler, Liedtexter und Komponist (* 1914)
- 10. August: Albert Mülleder, österreichischer Organist, Vikariatskantor und Domkapellmeister (* 1961)
- 11. August: Tommy Ridgley, US-amerikanischer R&B-Sänger und Bandleader (* 1925)
- 14. August: Alfred Goodman, deutsch-US-amerikanischer Komponist, Musikwissenschaftler und Pianist (* 1919)
- 20. August: Heinz Herrmannsdörfer, deutscher Musiker, Komponist und Arrangeur (* 1923)
- 21. August: Christer Grewin, schwedischer Tontechniker und Komponist (* 1941)
- 21. August: Juan Carlos Zorzi, argentinischer Komponist und Dirigent (* 1935)
- 24. August: Warren Covington, US-amerikanischer Posaunist, Arrangeur und Bandleader (* 1921)
- 24. August: Alexandre Lagoya, klassischer Gitarrist (* 1929)
- 25. August: Boots Faye, US-amerikanische Country-Musikerin (* 1923)
- 25. August: Rob Fisher, britischer Pop-Musiker, Keyboarder und Songwriter (* 1956 oder 1959)
- 26. August: Spiegle Willcox, US-amerikanischer Jazzposaunist (* 1903)
- 27. August: Marc Hemmeler, Schweizer Jazzpianist (* 1938)
- 30. August: Hans Heinrich Eggebrecht, deutscher Musikwissenschaftler (* 1916)
- 30. August: Brewer Phillips, US-amerikanischer Bluesgitarrist (* 1924)

### September
- 02. September: Eliška Kleinová, tschechische Klavierpädagogin (* 1912)
- 04. September: Karlheinz Nürnberg, deutscher Musikwissenschaftler, Dirigent und Komponist (* 1918)
- 04. September: Klement Slavický, tschechischer Komponist (* 1910)
- 05. September: Katie Webster, US-amerikanische Jazz-Pianistin und Sängerin (* 1936)
- 06. September: Arnold Fishkin, US-amerikanischer Jazz-Bassist (* 1919)
- 08. September: Moondog, US-amerikanischer Komponist und Musiker (* 1916)
- 09. September: Heimo Haitto, finnisch-US-amerikanischer klassischer Geiger (* 1925)
- 10. September: Alfredo Kraus, spanischer Opernsänger (Tenor) und Gesangslehrer (* 1927)
- 11. September: Urs Voerkel, Schweizer Jazzpianist (* 1949)
- 14. September: Attila Bozay, ungarischer Komponist (* 1939)
- 14. September: Chuck Higgins, US-amerikanischer Jazz-, R&B- und Rock-Saxophonist (* 1924)
- 15. September: Isidor Burdin, israelisch-moldauisch-sowjetischer Violinist, Dirigent, Komponist, Lehrer und Schauspieler (* 1914)
- 17. September: Frank Gillis, US-amerikanischer Jazzpianist, Musikethnologe und Fachbibliograf (* 1914)
- 19. September: Jeanine Rueff, französische Komponistin (* 1922)
- 21. September: Alfredo Levy, kubanischer Pianist, Musikpädagoge, Chorleiter und Komponist (* 1914)
- 22. September: Noriko Awaya, japanische Sängerin (* 1907)
- 22. September: Sal Salvador, US-amerikanischer Jazzgitarrist und Bandleader (* 1925)
- 25. September: Memeta Ambrosetti, Schweizer Jazzmusikerin und Autorin (* 1917)
- 27. September: Wolfgang Lesser, deutscher Komponist und Musikfunktionär (* 1923)
- 28. September: Franco Caracciolo, italienischer Dirigent (* 1920)
- 29. September: Hans Bardeleben, deutscher Sänger und Unterhaltungskünstler (* 1920)
- 30. September: Anna Mae Winburn, US-amerikanische Sängerin und Bandleaderin (* 1913)

### Oktober
- 01. Oktober: Lena Zavaroni, britische Sängerin (* 1963)
- 02. Oktober: Claude Bessy, französischer Autor, Sänger und Musikvideoproduzent (* 1945)
- 02. Oktober: Georg Tintner, österreichisch-neuseeländischer Komponist und Dirigent (* 1917)
- 03. Oktober: Hilario González, kubanischer Komponist, Pianist, Musikwissenschaftler und -pädagoge (* 1920)
- 03. Oktober: Helmut Vogel, deutscher Komponist, Pianist und Klavierpädagoge (* 1925)
- 04. Oktober: Erik Brødreskift, norwegischer Extreme-Metal-Schlagzeuger (* 1969)
- 04. Oktober: Art Farmer, US-amerikanischer Jazztrompeter (* 1928)
- 05. Oktober: Marie-Madeleine Duruflé, französische Organistin (* 1921)
- 06. Oktober: Amália Rodrigues, portugiesische Fado-Sängerin (* 1920)
- 06. Oktober: Tatewik Sasandarjan, sowjetische bzw. armenische Mezzosopranistin und Hochschullehrerin (* 1916)
- 08. Oktober: Bernie Privin, US-amerikanischer Jazztrompeter und Flügelhornist (* 1919)
- 09. Oktober: Milt Jackson, US-amerikanischer Vibraphonist (* 1923)
- 10. Oktober: Hermann Lienhard, österreichischer Lyriker, Dramatiker, Musiklehrer und Organist (* 1922)
- 10. Oktober: Chet Forrest, US-amerikanischer Pianist, Dirigent, Filmkomponist und Liedtexter (* 1915)
- 10. Oktober: Wolfgang Hein, deutscher Komponist, Organist und Kirchenmusiker (* 1924)
- 11. Oktober: Zbigniew Wiszniewski, polnischer Komponist und Musikpädagoge (* 1922)
- 12. Oktober: Frank Frost, US-amerikanischer Delta-Blues-Mundharmonikaspieler (* 1936)
- 12. Oktober: Ismael Spitalnik, argentinischer Bandoneonist, Bandleader, Arrangeur und Tangokomponist (* 1919)
- 13. Oktober: Irmfried Radauer, österreichischer Komponist (* 1928)
- 13. Oktober: Ulrich „Lord Ulli“ Günther, deutscher Sänger (The Lords) (* 1942)
- 14. Oktober: Diethard Hellmann, deutscher Kirchenmusiker und Hochschullehrer. (* 1928)
- 15. Oktober: Terry Gilkyson, US-amerikanischer Komponist und Sänger (* 1916)
- 16. Oktober: Ella Mae Morse, US-amerikanische Jazz- und R&B-Sängerin (* 1924)
- 18. Oktober: Tony Crombie, britischer Jazz- und Rhythm-&-Blues-Musiker (Schlagzeuger, Pianist, Bandleader und Komponist) (* 1925)
- 18. Oktober: Gerhard Röthler, deutsch-österreichischer Musiker, Musikwissenschaftler und Musiklehrer (* 1920)
- 19. Oktober: Natália de Andrade, portugiesische Opernsängerin (* 1910)
- 21. Oktober: Tibby Edwards, US-amerikanischer Country-Musiker (* 1935)
- 21. Oktober: Fred Ignor, deutscher Hörfunkmoderator, Liedtexter und Drehbuchautor (* 1920)
- 21. Oktober: LaMont Johnson, US-amerikanischer Jazzpianist, Keyboarder, Komponist und Musikproduzent (* 1941)
- 23. Oktober: Manfred Jungwirth, österreichischer Opernsänger (Bass) (* 1919)
- 26. Oktober: Hoyt Axton, US-amerikanischer Country-Sänger, Songwriter und Schauspieler (* 1938)
- 26. Oktober: Rex Gildo, deutscher Schlagersänger und Schauspieler (* 1936)
- 26. Oktober: Christiane Jaccottet, Schweizer Cembalistin (* 1937)
- 27. Oktober: Frank De Vol, US-amerikanischer Bandleader, Arrangeur und Komponist (* 1911)
- 28. Oktober: Wolmer Beltrami, italienischer Akkordeonist (* 1922)
- 28. Oktober: Antonis Katinaris, griechischer Musiker (* 1931)
- 28. Oktober: Robert Linn, US-amerikanischer Komponist und Musikpädagoge (* 1925)
- 29. Oktober: Otto Haubner, österreichischer Pädagoge Schriftsteller, Maler und Komponist (* 1925)
- 31. Oktober: Howard Ferguson, irischer Komponist (* 1908)
- 31. Oktober: Wyatt Ruther, US-amerikanischer Jazzbassist (* 1923)

### November
- 01. November: Hugo Ruf, deutscher Komponist, Autor, Cembalist und Musikprofessor (* 1925)
- 02. November: Jackie Davis, US-amerikanischer Soul-Jazzorganist (* 1920)
- 04. November: Hilde Seipp, deutsche Bühnen- und Filmschauspielerin und Sängerin (* 1909)
- 06. November: Medea Dsidsiguri, georgische Volkskünstlerin, Sängerin und Interpretin (* 1942)
- 06. November: Alfred Mitterhofer, österreichischer Organist, Cembalist und Komponist (* 1940)
- 08. November: Lester Bowie, Jazztrompeter, -bandleader und -komponist (* 1941)
- 09. November: Herb Abramson, US-amerikanischer Musikproduzent (* 1916)
- 10. November: Felix Galimir, US-amerikanischer Violinist (* 1910)
- 11. November: Little Miss Cornshucks, US-amerikanische Rhythm-and-Blues- und Jazzsängerin sowie Songwriterin (* 1923)
- 13. November: John Benson Brooks, US-amerikanischer Jazzpianist, Arrangeur und Komponist (* 1917)
- 14. November: Josef Doerr, deutscher Maler und Organist (* 1914)
- 14. November: Minna Keal, britische Komponistin (* 1909)
- 17. November: Blind Joe Hill, afroamerikanischer Blues-Sänger und -Gitarrist, Mundharmonikaspieler und Schlagzeuger (* 1931)
- 17. November: Hans Hilsdorf, deutscher Dirigent, Chorleiter und Komponist (* 1930)
- 17. November: Frank Smith, US-amerikanischer Jazzmusiker (Piano) (* 1932)
- 17. November: Enrique Urquijo, spanischer Sänger, Komponist und Gitarrist (* 1960)
- 18. November: Paul Bowles, US-amerikanischer Schriftsteller, Komponist und Übersetzer (* 1910)
- 18. November: Doug Sahm, US-amerikanischer Country-, Blues- und Rockmusiker (* 1941)
- 19. November: Smokey Joe Baugh, US-amerikanischer Country- und Rockabilly-Musiker sowie Pianist (* 1932)
- 19. November: Max Worthley, australischer Sänger (Tenor) und Gesangspädagoge (* 1913)
- 21. November: Gilberte Martin, kanadische Pianistin und Musikpädagogin (* 1910)
- 25. November: Dumisani Maraire, simbabwischer Musiker, Komponist und Hochschullehrer (* 1943)
- 26. November: Clifford Jarvis, US-amerikanischer Jazzschlagzeuger (* 1941)
- 26. November: Willy Rosenau, deutscher Opern- und Rundfunksänger (Bariton) (* 1915)
- 27. November: Harald Bojé, deutscher Pianist und Hochschullehrer (* 1934)
- 27. November: I-Roy, jamaikanischer Reggae-Musiker und Deejay (* 1944)
- 27. November: Johnny Walker, US-amerikanischer Blues-Pianist und Organist (* 1927)
- 28. November: René Bertschy, Schweizer Jazzmusiker (Bassist, Schlagzeuger) und Bandleader (* 1912)
- 28. November: Hugo Peritz, Schweizer Jazz- und Unterhaltungsmusiker (Violine, Tenorsaxophon, Arrangement) (* 1906)
- 29. November: Curtis Knight, US-amerikanischer Sänger und Komponist (* 1929)
- 30. November: Don Sugarcane Harris, US-amerikanischer Violinist und Gitarrist (* 1938)

### Dezember
- 01. Dezember: Billy Hadnott, US-amerikanischer Jazz- und Blues-Bassist (* 1914)
- 02. Dezember: Charlie Byrd, US-amerikanischer Jazzgitarrist (* 1925)
- 03. Dezember: Enrique Cadícamo, argentinischer Komponist und Schriftsteller (* 1900)
- 03. Dezember: Scatman John, US-amerikanischer Musiker (* 1942)
- 03. Dezember: Raymond Shiner, US-amerikanischer Jazz-, Theater- und Studiomusiker (Oboe) (* 1923 oder 1924)
- 04. Dezember: Edward Vesala, finnischer Jazzmusiker (Schlagzeuger, Komponist, Bandleader) (* 1945)
- 05. Dezember: Dieter Feichtner, österreichischer Synthesizerspieler und Komponist (* 1943)
- 05. Dezember: Robert Parris, US-amerikanischer Komponist und Musikpädagoge (* 1924)
- 05. Dezember: Masaru Satō, japanischer Filmkomponist (* 1928)
- 06. Dezember: Tommy Reo, US-amerikanischer Jazz- und Studiomusiker (Posaune) (* 1912 oder 1913)
- 07. Dezember: Kenny Baker, britischer Jazzmusiker (Trompete, Flügelhorn, Kornett) und Komponist (* 1921)
- 07. Dezember: Hans Löscher, deutscher Sänger, Schauspieler, Conférencier, Gastspieldirektor (* 1911)
- 07. Dezember: Dietrich Schulz-Köhn, deutscher Musikschriftsteller, Jazz-Experte und Radiomoderator (* 1912)
- 10. Dezember: Karl Bollenrath, deutscher Dirigent (* 1911)
- 10. Dezember: Rick Danko, kanadischer Musiker (* 1943)
- 10. Dezember: Hanne-Lore Kuhse, deutsche Opernsängerin (Sopran) (* 1925)
- 10. Dezember: Paul Zimnol, deutscher Orgelbauer (* 1921)
- 11. Dezember: Charles Earland, US-amerikanischer Organist und Saxophonist (* 1941)
- 12. Dezember: Eugen Klause, deutscher Kirchenmusiker und Komponist (* 1903)
- 13. Dezember: Leroy Lowe, US-amerikanischer Jazzmusiker (Schlagzeug) (* 1944)
- 13. Dezember: Valentine Pringle, US-amerikanischer Komponist, Sänger, Schauspieler und Schriftsteller (* 1937)
- 13. Dezember: Manfred Schenk, deutscher Opern- und Konzertsänger (* 1930)
- 14. Dezember: Gré Brouwenstijn, niederländische Sopranistin (* 1915)
- 14. Dezember: Walt Levinsky, US-amerikanischer Musiker (Holzblasinstrumente), Studiomusiker, Bigband-Leader und Komponist (* 1929)
- 15. Dezember: Dorit Kreysler, österreichische Sängerin und Schauspielerin (* 1909)
- 16. Dezember: Vernon Isaac, US-amerikanischer Jazzmusiker (Vibraphon, Tenorsaxophon, Klarinette) und Bandleader (* 1913)
- 17. Dezember: Rex Allen, US-amerikanischer Country-Sänger und Schauspieler (* 1920)
- 17. Dezember: Grover Washington, Jr., US-amerikanischer Saxophonist und Flötist (* 1943)
- 18. Dezember: Bernhard Ebert, deutscher Pianist und Hochschullehrer (* 1925)
- 18. Dezember: Joe Higgs, jamaikanischer Reggaemusiker (* 1940)
- 18. Dezember: Tobias Reiser, österreichischer Volksliedforscher und Musiker (* 1946)
- 20. Dezember: Manuel Rueda, dominikanischer Schriftsteller und Pianist (* 1921)
- 20. Dezember: Hank Snow, kanadischer Country-Sänger (* 1914)
- 22. Dezember: Wolf Appel, deutscher Opernsänger (Tenor) (* 1942)
- 22. Dezember: Benny Quick, deutscher Pop- und Schlagersänger (* 1943)
- 22. Dezember: Joachim Schweppe, deutscher Komponist und Kirchenmusiker (* 1926)
- 23. Dezember: Marcel Landowski, französischer Komponist und Kulturpolitiker (* 1915)
- 24. Dezember: Billy Davenport, US-amerikanischer Blues-Schlagzeuger (* 1931)
- 25. Dezember: Atsuko Azuma, japanische Sopranistin (* 1936)
- 26. Dezember: Curtis Mayfield, US-amerikanischer Soul-Musiker (* 1942)
- 30. Dezember: Fred Weyrich, deutscher Musikproduzent, Schlagertexter und Sänger (* 1921)
- 00. Dezember: Klaus Sommer, deutscher Schlagersänger (* 1943)

### Genaues Todesdatum unbekannt
- Hubert Bergant, jugoslawischer bzw. slowenischer Organist, Pianist und Hochschullehrer (* 1934)
- Hans Egede Berthelsen, grönländischer Buchdrucker, Journalist, Lehrer, Sänger und Landesrat (* 1918)
- Giuliana Bordoni, italienische Pianistin und Musikpädagogin (* 1920)
- Michael Bredl, deutscher Volksmusiker (* 1915)
- Lou Graham, US-amerikanischer Country- und Rockabilly-Musiker (* 1929)
- Ludwig Hoffmann, deutscher Pianist (* 1925)
- Svein Møller, norwegischer Kirchenmusiker, Dirigent und Komponist (* 1958)
- Glenn Reeves, US-amerikanischer Rockabilly-Sänger (* 1932)
- Ray Scott, US-amerikanischer Rockabilly-Musiker (* 1929)
- Tchan Tchou Vidal, französischer Jazzgitarrist (* 1923)
- Jimmy Wages, amerikanischer Rockabilly-Musiker (* 1935)